# Долговашке Горице
Долговашке Горице (словен. Dolgovaške Gorice, мађ. Hosszúfaluhegy) су насељено место у општини Лендава, Помурска регија, Словенија.

## Историја
До територијалне реорганизације у Словенији биле су у саставу старе општине Лендава.

## Становништво
У попису становништва из 2011. године, Долговашке Горице су имале 307 становника.
| Број становника према пописима | Број становника према пописима | Број становника према пописима |
| ------------------------------ | ------------------------------ | ------------------------------ |
| 1991                           | 2002                           | 2011                           |
| 287                            | 277                            | 307                            |

Напомена: Године 2010. промењено је име насеља Долговашке Горице у Долговашке горице. Године 2012. назив насеља је исправљен и враћен у Долговашке Горице.